# 證券借貸
金融學裡的證券借貸（英文：Securities lending、Stock lending）指的是一方把證券借給另一方。證券借出後，證券所有權被轉讓給借入證券的一方，借券的一方將得益於持有證券，比如借券人將獲得息票利息、股息或其他權利。在多數情況下，這些息票利息或股息必須還給借出證券的一方。
證券借貸的條款遵從具有法律效力的證券借貸協議（Securities Lending Agreement）。借券人必須向債權人提供擔保或抵押品，可以是現金，國債或信用證，抵押品的價值不低於所借證券的市場價值。
證券借貸的費用由雙方協商決定，以所借證券價值的年百分比或年基點報價。如雙方約定的擔保形式為現金，那麼借出證券的一方需將現金利息付給借入證券的一方，即從證券借貸的費用中按照約定利率回扣利息。

## 外部連結
- ISLA（页面存档备份，存于）